# Steve Clemente
Pour les articles homonymes, voir Clemente.

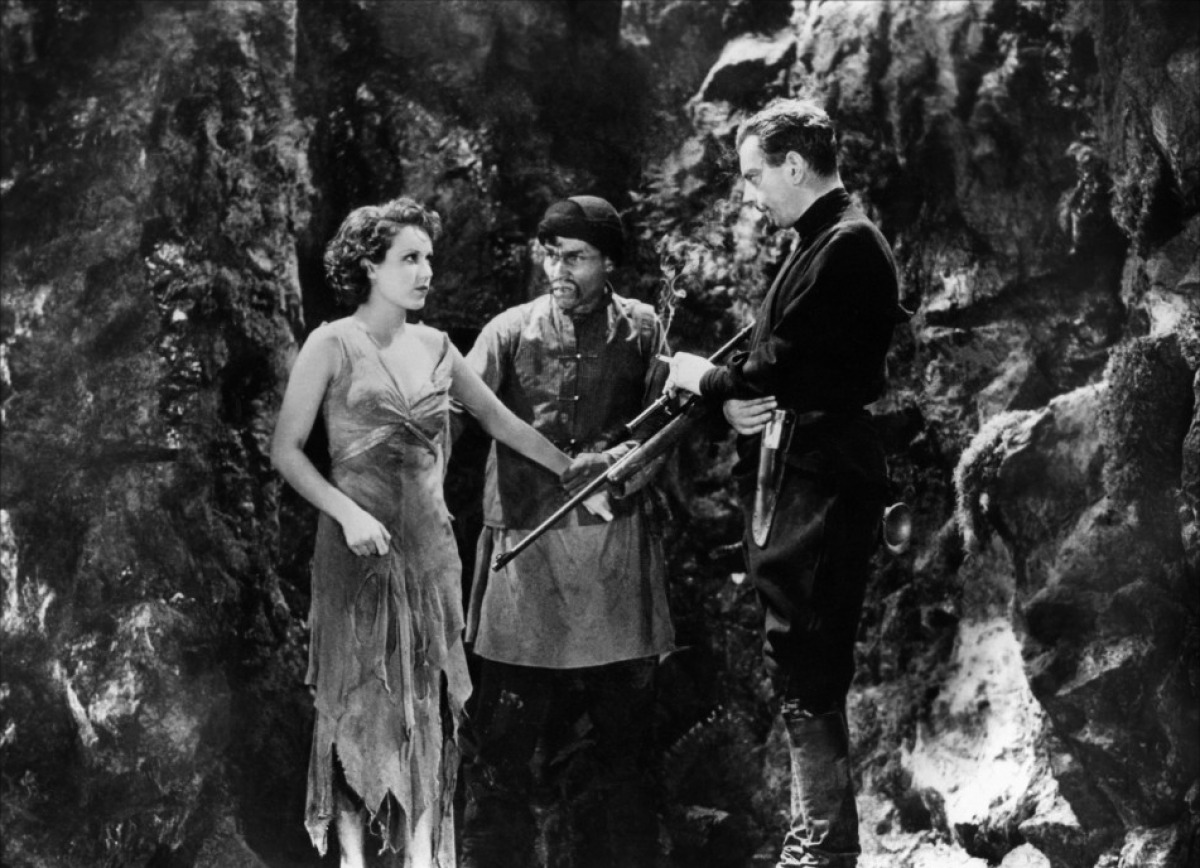
Au centre, avec Fay Wray et Leslie Banks, dans Les Chasses du comte Zaroff (1932)

Esteban Clemento Morro , connu sous le nom de scène de Steve Clemente (né le 22 novembre 1885 à Mexico au Mexique et  mort le 7 mai 1950 à Los Angeles en Californie). est un acteur mexicain

## Biographie
Installé aux États-Unis, il y débute au cinéma dans le western L'Inconnu de John Ford (avec Harry Carey), sorti en 1917. Il participe à trois autres westerns muets du même réalisateur, La Tache de sang (1918, avec Harry Carey et Molly Malone), Du sang dans la prairie (1918, avec Harry Carey et Duke R. Lee), et Sure Fire (1921, avec Hoot Gibson et Molly Malone).
Parmi ses autres films muets, citons le western-serial Thunderbolt Jack (en) de Francis Ford et Murdock MacQuarrie (1920, avec Jack Hoxie et Marin Sais), Fast and Fearless de Richard Thorpe (1924, avec Jay Wilsey et Jean Arthur) et La Tentatrice de Fred Niblo (1926, avec Greta Garbo et Antonio Moreno).
Après le passage au parlant, Steve Clemente personnifie le Tartare dans Les Chasses du comte Zaroff d'Ernest B. Schoedsack et Irving Pichel (1932, avec Joel McCrea, Fay Wray et Leslie Banks). Puis il tient un de ses rôles les mieux connus, celui du sorcier guérisseur de Skull Island, dans King Kong de Merian C. Cooper et Ernest B. Schoedsack (avec Fay Wray, Robert Armstrong et Bruce Cabot), et dans la suite Le Fils de Kong d'Ernest B. Schoedsack (avec Robert Armstrong et Helen Mack), tous deux sortis en 1933.
Au nombre de ses autres films parlants — souvent dans des petits rôles non crédités —, mentionnons Viva Villa ! de Jack Conway (1934, avec Wallace Beery dans le rôle-titre) et Les Marx au grand magasin de Charles Reisner (1941, avec les Marx Brothers). Le dernier de sa soixantaine de films américains, dans un rôle mineur qu'il tient souvent de lanceur de couteaux, est Les bourreaux meurent aussi de Fritz Lang (1943, avec Brian Donlevy, Walter Brennan et Anna Lee).

## Filmographie partielle
- 1917 : L'Inconnu (The Secret Man) de John Ford : Pedro
- 1918 : La Tache de sang (The Scarlet Drop) de John Ford : Buck
- 1918 : Du sang dans la prairie (Hell Bent) de John Ford : rôle non spécifié
- 1919 : Lightning Bryce de Paul Hurst (serial) : Zambleau
- 1920 : The Girl Who Dared (en) de Clifford Smith : Ramez
- 1920 : Thunderbolt Jack de Francis Ford et Murdock MacQuarrie (serial) : Manuel Garcia
- 1921 : Outlawed d'Alan James : Frank Kayner
- 1921 : Sure Fire de John Ford : Gomez
- 1921 : The Double O (en) de Roy Clements : Cholo Pete
- 1921 : Cyclone Bliss de Francis Ford : Pedro
- 1922 : Two-Fisted Jefferson de Roy Clements : rôle non spécifié
- 1923 : The Forbidden Trail de Robert N. Bradbury : Oncle Moïse
- 1924 : Fast and Fearless de Richard Thorpe : Gonzales
- 1924 : Crashin' Through d'Alan James : Pedro
- 1925 : Le Secret de l'abîme (The Rainbow Trail) de Lynn Reynolds : Nas-Ta-Bega
- 1926 : Invalide par amour (Chip of the Flying U) de Lynn Reynolds : Un indien
- 1926 : Riding Romance de J. P. McGowan : Un complice de Morgan
- 1926 : La Tentatrice (The Temptress) de Fred Niblo : Salvadore
- 1926 : Davy Crockett at the Fall of the Alamo (en) de Robert N. Bradbury : Moïse
- 1926 : Dans la clairière en feu (The Combat) de Lynn Reynolds
- 1928 : The Sideshow d'Erle C. Kenton : Le lanceur de couteaux
- 1930 : Wings of Adventure de Richard Thorpe : Un bandit
- 1931 : Lariats and Six-Shooters d'Alan James : Un mexicain du saloon
- 1932 : Guns for Hire de Lewis D. Collins : « Flash » Gomez alias Gunnison
- 1932 : Les Chasses du comte Zaroff (The Most Dangerous Game) d'Ernest B. Schoedsack et Irving Pichel : Le Tartare
- 1932 : Mystery Ranch de David Howard : Steve
- 1932 : Le Masque d'or (The Mask of Fu Manchu) de Charles Brabin : Le lanceur de couteaux
- 1933 : Clancy of the Mounted de Ray Taylor (serial) : Patouche
- 1933 : King Kong de Merian C. Cooper et Ernest B. Schoedsack : Le sorcier guérisseur
- 1933 : The Gallant Fool (en) de Robert N. Bradbury : Le lanceur de couteaux du cirque
- 1933 : Le Fils de Kong (The Son of Kong) d'Ernest B. Schoedsack : Le sorcier guérisseur
- 1934 : The Fighting Ranger (en) de George B. Seitz : Pedro
- 1934 : Viva Villa ! de Jack Conway : Un subordonné du général Pascal
- 1934 : The Murder in the Museum de Melville Shyer : Pedro Darro
- 1934 : Fighting Through d'Harry L. Fraser : Steve
- 1935 : Five Bad Men (en) de Clifford Smith : Rodriguez
- 1936 : Zorro l'indomptable (The Vigilantes Are Coming) de Ray Taylor et Mack V. Wright (serial) : Pedro
- 1936 : Sous deux drapeaux (Under Two Flags) de Frank Lloyd : Le lanceur de couteaux
- 1937 : It Happened Out West d'Howard Bretherton : Pedro
- 1938 : Madame et son cowboy (The Cowboy and the Lady) d'H. C. Potter : Le lanceur de couteaux
- 1939 : La Chevauchée fantastique (Stagecoach) de John Ford : Un indien
- 1941 : Les Marx au grand magasin (The Big Store) de Charles Reisner : Le lanceur de couteaux
- 1941 : Le Capitaine Marvel (Adventures of Captain Marvel) de William Witney et John English (serial) : Le cinquième indigène
- 1942 : Perils of Nyoka de William Witney (serial) : Un touareg
- 1943 : Les bourreaux meurent aussi (Hangmen Also Die!) de Fritz Lang : Le lanceur de couteaux